# Audrey Tautou
Audrey Tautou (kiejtése: odʁɛ totu) (Beaumont, 1976. augusztus 9. –) César-díjas francia színésznő.

## Élete
Érettségi után a modern irodalommal ismerkedett. Már nagyon fiatalon megmutatkoztak képességei és elhivatottsága a színészet iránt, ezért Párizs legismertebb színitanodája, a Cours Florent hallgatója lett.
Néhány tévéfilmes szerep után 1998-ban elnyerte a legjobb fiatal színésznő díjat a 9. Fiatal Filmszínészek Fesztiválján Béziers-ben. Ezt követően kapta első nagyjátékfilmes szerepét Tonie Marshall Vénusz Szépségszalon című filmjében. A nagyközönség ebben a filmben fedezhette fel; teljesítményéért 2000-ben megkapta a legígéretesebb színésznőnek járó César-díjat.
Három évvel később valósággal berobbant a vetítőtermekbe Amélie-nek, Jean-Pierre Jeunet új hősnőjének megszemélyesítésével, az Amélie csodálatos élete című filmben. Szelídsége és örökké kamaszos, törékeny szépsége valódi nemzetközi ikonná tették. Ettől kezdve sorban kapta a felkéréseket, látható volt többek között Cédric Klapisch Lakótársat keresünk, Alain Resnais Nem kell a csók, valamint Jean-Pierre Jeunet Hosszú jegyesség című filmjeiben.
2006 tavaszán nagy várakozás előzte meg feltűnését Tom Hanks és Jean Reno oldalán Dan Brown regényének filmes adaptációjában, a Ron Howard rendezésében készült A Da Vinci-kód című filmben, ami azonban csalódottsággal végződött. „Pedig egész jó Vittoria (Illuminati) lehetett volna: kár érte” – írták a német lapok.
„Szeretek a fellegekben járni. Kellemes dolog, ha lábunk nem éri a földet.” – vallja.

## Főbb filmjei
| Év   | Magyar cím                               | Eredeti cím                          | Szerep            | Magyar hang     | Rendezők                            |
| ---- | ---------------------------------------- | ------------------------------------ | ----------------- | --------------- | ----------------------------------- |
| 1999 | Vénusz szépségszalon                     | Vénus beauté institut                | Marie             | Györgyi Anna    | Tonie Marshall                      |
| 2000 | Gyere hozzám feleségül                   | Épouse-moi                           | Marie-Ange        | Vágó Bernadett  | Harriet Marin                       |
| 2000 | Barátnők                                 | Voyous, voyelles                     | Anne-Sophie       | Györgyi Anna    | Serge Meynard                       |
| 2000 | A szabad gondolkodó                      | Le Libertin                          | Julie d`Holbach   | Szénási Kata    | Gabriel Aghion                      |
| 2000 | A pillangó megrebbenti szárnyát          | Le battement d'ailes du papillon     | Irene             | Györgyi Anna    | Laurent Firode                      |
| 2001 | Amélie csodálatos élete                  | Le fabuleux destin d'Amélie Poulain  | Amélie Poulain    | Györgyi Anna    | Jean-Pierre Jeunet                  |
| 2001 | Isten nagy, én kicsi vagyok              | Dieu est grand, je suis toute petite | Michèle           | Györgyi Anna    | Pascale Bailly                      |
| 2002 | Szeretni bolondulásig                    | À la folie... pas du tout            | Angélique         | Györgyi Anna    | Laetitia Colombani                  |
| 2002 | Lakótársat keresünk                      | L'auberge espagnole                  | Martine           | Huszárik Kata   | Cédric Klapisch                     |
| 2002 | Gyönyörű mocsokságok                     | Dirty Pretty Things                  | Senay Gelik       | Györgyi Anna    | Stephen Frears                      |
| 2003 | Elveszett tengerészek                    | Les marins perdus                    | Lalla             | Dögei Éva       | Claire Devers                       |
| 2003 | Nem kell a csók                          | Pas sur la bouche                    | Huguette Verberie |                 | Alain Resnais                       |
| 2003 | Happy End                                | Nowhere to Go But Up                 | Val Chipzik       | Pálfi Kata      | Amos Kollek                         |
| 2004 | Hosszú jegyesség                         | Un long dimanche de fiançailles      | Mathilde          | Györgyi Anna    | Jean-Pierre Jeunet (2)              |
| 2005 | Még mindig lakótársat keresünk           | Les poupées russes                   | Martine           | Roatis Andrea   | Cédric Klapisch (2)                 |
| 2006 | A Da Vinci-kód                           | The Da Vinci Code                    | Sophie Neveu      | Györgyi Anna    | Ron Howard                          |
| 2006 | Drágaságom                               | Hors de prix                         | Irène             | Ruttkay Laura   | Pierre Salvadori                    |
| 2007 | Egyedül nem megy                         | Ensemble, c'est tout                 | Camille Fauque    | Györgyi Anna    | Claude Berri                        |
| 2009 | Coco Chanel                              | Coco avant Chanel                    | Gabrielle Chanel  | Györgyi Anna    | Anne Fontaine                       |
| 2010 | Mosás, vágás, ámítás                     | De vrais mensonges                   | Émilie Dandrieux  | Györgyi Anna    | Pierre Salvadori                    |
| 2011 | Nathalie második élete                   | La délicatesse                       | Nathalie Kerr     | Tóth Ildikó     | David Foenkinos, Stéphane Foenkinos |
| 2011 | Szembeszél                               | Des vents contraires                 | Sarah Anderen     | Orosz Anna      | Jalil Lespert                       |
| 2012 | Tékozló szív                             | Thérèse Desqueyroux                  | Thérèse Larroque  | Szalay Marianna | Claude Miller                       |
| 2013 | Tajtékos napok                           | L'écume des jours                    | Chloé             | Györgyi Anna    | Michel Gondry                       |
| 2013 | Már megint lakótársat keresünk           | Casse-tête chinois                   | Martine           | Györgyi Anna    | Cédric Klapisch (3)                 |
| 2015 | Tökmag és Gázolaj - Vakáció négy keréken | Microbe et Gasoil                    | Marie-Thérèse     | Györgyi Anna    | Michel Gondry                       |
| 2015 | Fantomfiú                                | Phantom Boy                          | Mary (hangja)     |                 | Jean-Loup Felicioli, Alain Gagnol   |
| 2016 | Örökké                                   | Éternité                             | Valentine         | Györgyi Anna    | Tran Anh Hung                       |
| 2016 | A mélység kalandora                      | L'odyssée                            | Simone Cousteau   | Györgyi Anna    | Jérôme Salle                        |
| 2016 |                                          | Open at Night                        | Nawel             |                 | Édouard Baer                        |
| 2017 | A karácsony mentőakció                   | Santa & Cie                          | Wanda             | Györgyi Anna    | Alain Chabat                        |
| 2018 | Csak a baj van veled!                    | En liberté!                          | Agnès Parent      | Györgyi Anna    | Pierre Salvadori                    |
| 2019 |                                          | The Jesus Rolls                      | Marie             |                 | John Turturro                       |
| 2023 |                                          | Nina and the Hedgehog's Secret       | Camille (hangja)  |                 | Alain Gagnol, Jean-Loup Felicioli   |

## Elismerései

### Európai Filmdíj
- 2001 jelölés: legjobb színésznő, és legjobb színésznő (közönségdíj) (Amélie csodálatos élete)
- 2003 jelölés: legjobb színésznő (Gyönyörű mocsokságok)
- 2005 jelölés: legjobb színésznő, és legjobb színésznő (közönségdíj) (Hosszú jegyesség)

### César-díj
- 2000 díj: legígéretesebb fiatal színésznő (Vénusz Szépségszalon)
- 2002 jelölés: legjobb színésznő (Amélie csodálatos élete)
- 2005 jelölés: legjobb színésznő (Hosszú jegyesség)
- 2010 jelölés: legjobb színésznő (Coco Chanel)
- 2019 jelölés: legjobb mellékszereplő színésznő (Csak a baj van veled!)

### BAFTA-díj
- 2002 jelölés: legjobb női főszereplő (Amélie csodálatos élete)
- 2010 jelölés: legjobb női főszereplő (Coco Chanel)

### Egyéb díjak
- 1999 díj: Cabourgi Romantikus Film Fesztivál – legígéretesebb fiatal színésznő (Vénusz Szépségszalon)
- 2000 díj: Suzanne Bianchetti-díj[10] (Vénusz Szépségszalon)
- 2000 díj: Lumière-díj – legígéretesebb fiatal színésznő (Vénusz Szépségszalon)
- 2001 díj: Chopard Trófea a cannes-i fesztivál női felfedezettjeként
- 2002 díj: Lumière-díj – legjobb színésznő (Amélie csodálatos élete)
- 2002 díj: Sant Jordi-díj – legjobb külföldi színésznő (Amélie csodálatos élete)
- 2002 díj: Chicagói Filmkritikusok Szövetségének díja – legígéretesebb színésznő (Amélie csodálatos élete)
- 2002 jelölés: Vancouveri Filmkritikusok Körének díja – legjobb színésznő (Amélie csodálatos élete)
- 2002 jelölés: Satellite Award – legjobb színésznő (zenés film, vígjáték) (Amélie csodálatos élete)
- 2002 jelölés: Phoenixi Filmkritikusok Szövetségének díja – legjobb női főszereplő, és legjobb új előadó (Amélie csodálatos élete)
- 2002 jelölés: Online Filmkritikusok Szövetségének díja – legáttörőbb alakítás (Amélie csodálatos élete)
- 2002 jelölés: Empire Awards – legjobb színésznő (Amélie csodálatos élete)
- 2007 díj: NRJ Ciné díj – legjobb puszi (Drágaságom)